# ボボボーボ・ボーボボ ハジけ祭
『ボボボーボ・ボーボボ ハジけ祭』（ボボボーボ・ボーボボ ハジけまつり）は、2003年3月20日にハドソンから発売されたPlayStation 2用コンピュータゲームであり、『ボボボーボ・ボーボボ』のゲーム作品第2作目。開発は株式会社ジャングル。

## 概要
本作ではボーボボの行く手を阻む毛狩り隊を鼻毛を伸ばして撃退しながらステージの最後にいるボスを倒すのが主なゲーム内容であり、BGMも併せて考えれば一種の音ゲーと言える。敵を連続で倒すとコンボが発生し、多く点数が加算され、ハジケゲージも上がっていく。ハジケゲージが100%になると奥義モードになり、しばらくの間毛狩り隊が一斉に襲いかかってくる(この時のガヤはジャンプフェスタ2003のハドソンブースの来場者が録音したもの)。逆に敵の攻撃を受けるとハジケゲージが下がり、ハジケゲージが0%になると閉店となりゲームオーバーになる。ステージの最後にはボスが待ち構えており、表示された矢印の方向にアナログスティックを入力し、攻撃と防御を行う。攻撃は一回のターンで最大6回まで可能。攻撃に失敗するか6回攻撃を行うとボスの攻撃が始まるため連続でアナログスティックを入力して防御する必要がある。ボスの攻撃が終わると再び攻撃を行う。ボスのハジケゲージを満タンにすれば勝利となる。
ストーリーは概ね原作準拠で、軍艦撃破までのところを駆け足ながら描いたものとなっている。アニメ版と異なりコンプライアンス上の制約が薄いためか、流血表現、ソフトンの顔の色、タカシのデザインなど、アニメ版のような改変がされていない描写も多々見受けられる。

## 登場人物
本作はアニメ放送前に発売されたため、キャラクターの声優が一部を除いてアニメ版及び『9極戦士ギャグ融合』以降のゲーム作品とは異なる。
ボボボーボ・ボーボボ
声：水木一郎
本作の主人公。
ビュティ
声：榎本温子
本作のヒロイン。
首領パッチ
声：山口勝平
ハジケ組の総長。ステージ1のボス。
ヘッポコ丸
声：保志総一朗
オナラ真拳の使い手。
ソフトン
声：緑川光
とぐろを巻いたウンコ頭の謎の男。ステージ2のボス。
ところ天の助
声：長嶝高士
Aブロック隊長。ところてんの身体を持つ。ステージ3のボス。

## ステージ
一度クリアしたステージで特定の行動を行うと裏面に移行する。裏面では敵の内容が変更されている。
奥義5の裏面は軍艦戦の後にロボ軍艦戦に移行するようになっている。
奥義1 ハジケ村 ボス：首領パッチ (裏面：お茶づけ星人)
テーマソング：毛の国から03寝言(歌:谷本賢一郎、MASAKI(ラップ)、作詞:osamu、作曲:清水永之)
愛の迷宮舞踏会(歌:MARI・T、作詞:osamu、作曲:華原大輔)
奥義2 アイツハゲタワー ボス：ソフトン (裏面：壁男)
テーマソング：マヨネーズ戦争勃発(歌:谷本賢一郎、MASAKI(ラップ)、作詞:osamu、作曲:鈴木日出男)
VIDEO RENTAL KEGARI (歌:谷本賢一郎、MASAKI(ラップ)作詞:osamu、作曲:清水永之)
奥義3 メルヘンランド ボス：ところ天の助 (裏面：カツ)
テーマソング：メルヘンチック遊園地(歌:谷本賢一郎、作詞:osamu、作曲:鈴木日出男)
金魚とダラダップ(歌:谷本賢一郎、MASAKI(ラップ)、作詞:osamu、作曲:鈴木日出男)
奥義4 バビロン界 ボス：デスマスク (裏面：破天荒)
テーマソング：待ってよボーボボ(歌:斉藤麻里、作詞:osamu、作曲:鈴木日出男)
奥義5 ポマードリング ボス：軍艦 (裏面：ロボ軍艦)
テーマソング：トリオ de バーニング(歌:谷本賢一郎、MASAKI(ラップ)、作詞:osamu、作曲:清水永之)
ロボ軍艦戦テーマソング：強敵(とも)達から始めよう(歌：水木一郎、作詞：osamu、作曲：鈴木日出男)

## アイテム
ステージ内の箱などを壊したり、ステージをクリアすることで手に入る。

### アフロセット
一定のコンボごとに画面上のシャッターが開き、ギャグが再生される。

### 鼻毛セット
ボーボボの鼻毛を変えたり、パワーアップさせる。
爆炎鼻毛
炎をまとっている。
電撃鼻毛
電気を帯びている。
高速鼻毛
スピードが速いが、攻撃力が低い。
剛毛鼻毛
どんな敵も一撃で倒せるほどの攻撃力の高さを誇るが、スピードが遅い。
オカマ鼻毛
敵を攻撃するとハートが飛び散る。
くじ引き鼻毛
敵を攻撃するとクジが舞う。
ゴールド鼻毛
金色の鼻毛。剛毛鼻毛と同じくらい攻撃力が高く、高速鼻毛と同じくらいスピードも速い。

### アイテムセット
ハジケバトル中、敵の攻撃を受けた時に発動。
洗濯母さん
確実に敵のダメージを10%防ぐ。
くじびき
100%の確率で発動。防ぐダメージの割合は0%、20%、40%、60%のいずれか。
ハナクソ隊
70%の確率で敵のダメージを30%防ぐ。
艦長
30%の確率で敵のダメージを70%防ぐ。
SDC(桜山ディフェンスクラブ)
25%の確率で敵のダメージを80%防ぐ。
KING鼻毛さん
20%の確率で敵のダメージを完全に防ぐ。

### その他
ワキ毛ボム
木箱などに入っている。使うと一定時間ワキ毛で画面全体を攻撃できる。

## 読者募集キャラ
前作のボボボーボ・ボーボボ 奥義87.5 (ハナゲー) 爆烈鼻毛真拳で募集されたキャラを採用。
いかダ
タコのような頭、筏の胴体を持つキャラクター。ステージ5のOPムービーの最後で画面を横切る。
インドマン
頭にターバンを巻いたインド人風の男。ステージ5のEDムービーに彼の絵が飾られている。
カプセルモンスターV1(ハズレ)
ガチャポンのカプセルに入った小人のようなキャラクター。ハジケバトル中、ボーボボが首領パッチを斬った時に首領パッチの中から現れる。
キムチ球場
つけものだけが入れる球場。ステージ4の背景に混じっている。
しめきりまぢか
ボーボボのお便り募集に締め切り間近のタイミングで応募している人。ステージ3のOPムービーにて、天の助に捕らわれたトモヒロを見て叫ぶ。
タKoさん
タコウインナー。ステージ5のOPムービーにてボーボボや軍艦5人衆と一緒に飛んでいる。
チキン・ハート
頭と股間以外、毛が無い鶏。ステージ4の後半で雑魚敵として登場。
トイレットカップル
全身が青い「ただし」と全身が赤い「やすえ」の二人組。ステージ3などで雑魚敵として登場。
フェイントセイヤ
とある中学校のバスケ部に所属する少年。フェイントのみに命を賭けている。ステージ1のOPムービーの最後でボーボボのアフロから登場。
七味姫
人間の少女の姿をした唐辛子の化身。ステージ1の背景に彼女のパネルが置かれている。
雷雲
頭に蝙蝠の翼が生えた短髪の少女。ステージ1の背景に彼女のパネルが置かれている。
天パーGOOD
声：山口勝平
天然パーマの男。顎が割れている。特典DVDやステージ3のOPムービーの最後に登場。

## 主題歌
オープニングテーマ「強敵(とも)達から始めよう」
歌 - 水木一郎、作詞 - osamu、作曲 - 鈴木日出男
エンディングテーマ「素直に包みたい」
歌・作詞・作曲 - 斉藤麻里

## 関連商品
- 攻略本 - ハドソン公式攻略本ボボボーボ・ボーボボハジけ祭 2003年3月発売 ISBN 4-08-779231-5 集英社[1]
- CD - ボボボーボ・ボーボボハジけ祭 ボーカルコレクション 2003年4月23日発売 規格品版 SCDC-00260 サイトロン・デジタルコンテンツ[2]